# 特殊傳說角色列表
台灣作家護玄所作小說《特殊傳說》的角色列表，如無特別註明所有人物的學級均為故事開始時的資料。
有看不懂的字眼時請參看主條目特殊傳說內的術語列表。

## 妖師一族
在黑暗種族中與精靈相對的種族，外型與普通人類無二。
現在有很多分支，其中最古老的支派為白陵、百塵、千眾，各分支掌管不同能力，但擁有力量者在族中也算少數，更多是沒有力量的血緣者(但後代仍有機會是能力者)。在古代黑白種族共存的時代，主家的姓氏不是白陵，因後來百塵叛亂以致妖師逐漸成為世界公敵後，為了種族傳承下去，多和白色種族(多為人族)通婚，並把姓氏改為白陵，以隱藏子孫的血緣。因此族內逐漸出現沒有繼承能力的普通人(例如:主角的母親白陵慈)，直糸子孫的能力者也因黑色血緣少的關係，妖師力量遠低於古代祖先。
白陵掌握心語主能力，百塵無心語能力但擅長空間法術，千眾為純輔助家族擅長「守護」，有著黑暗治療術，能治療初期陰影造成的扭曲毒素，另外過去與水族分支的伏水一族有往來及通婚。
在先代百塵一家受異靈蠱惑而反叛，屠殺千眾一家，除導致黑色與白色種族決裂之外，亦喪失了所有治療與壓制黑暗、毒物侵蝕的技術。這段歷史的起因不知為何被特意從時間中抹去所有紀錄。
種族責任為在世界力量失衡時引動最終兵器“陰影”顛覆世界，以便重建。

### 白陵家（妖師一族主支— 掌握先天力量）
褚冥漾
所屬：妖師與人類混血(實際上最少混入7、8支白色種族血緣)、目前就讀於Atlantis學院高中部一C→二C→三C
袍級：無（雅多曾推薦考白袍）
身高：168cm→171cm（第一部从时間交流之處回来後據賽塔目測）→175（第二部寫到與冰炎齊平）→177cm (第三部在提純妖師血脈後急速長高)
能力：妖師之力、咒術、幻武兵器操作、精靈百句歌（被黑山君當作恢復安因的靈魂創傷為代價取走，目前因幫助白川主尋找時間碎片而拿回幾句）、控制陰影、讀心術（冰冷的黑暗面囈語）
裝備：幻武兵器、結界手環「老頭公」、時族青年的靈魂珠、2把黑刀(夏碎以前在黑色種族遺跡尋到，在第三部送贈給主角，為其在沒有幻武兵器後的主兵器)、古代妖師大族長連的配刀（待修復）
<第一契約>水系王族兵器「米納斯妲利亞」：靈體為龍神精靈，水藍色幻武大豆，簡稱米納斯，為偽幻武兵器。第一形態為掌心雷，第二形態為[來福槍]，變化歌謠為『水王之聲、水刃之氣，我是妳的主人，妳信從我之命。與我簽訂契約之物，展現妳隱藏水流之後的水之面容。米納斯妲利亞，重現水兵。』尋回心臟後分裂出一把「幻影槍」。是高階水族成員，尚未死亡，真身保存在別的地方，已尋回心藏。在禇冥漾分離出白色種族血脈後，契合度大幅減弱，只能使用其本體力量支援他。明白主人已經大幅成長，可以獨立且不再需要自己支援後，在尋回自己真身後離開。
真正身份是莫圖蘭三兄妹的老么，前任水帝女兒，至高聖殿神女希納斯，意為海洋之風。米契爾·沃斯亞的妹妹。
<第二契約>黑暗兵器「魔龍」『希克斯洛利西』：靈體為「魔龍」，純黑色幻武大豆，簡稱希克斯，為偽幻武兵器。型態為六架飛碟外型的組合球，其中三顆自由增幅、一顆攻擊、一顆防禦。最初無治療能力（據其解釋為，被殺就是太弱了所以不需要。）。後來因米納斯尋回心臟後，飛碟再次分裂而獲得一架治療用飛機，主體力量為米納斯提供。於第二部恆遠篇第八集於妖靈界獲得，自己找上門來(曾受千眾忘月的恩惠而向其後代報恩)，同時等待身體重塑。根據年齡與能力判斷，應為王族兵器，輩份遠高過於妖靈界現任魔王與水火巡遊妖魔，地位雖未高過於黑火淵意識本體，但兩人為亦師亦友關係。經常被米納斯教訓。在吸收了黑色生命石和大量魔神命核的邪惡力量(為禇冥漾無法吸收的力量)後，已經能把身體基礎重塑，和禇冥漾約定替米納斯尋回真身後便會離開。
本系列主角，黑髮黑眼，個性有些退縮，喜歡甜食，討厭咖啡。第二部後期因受到陰影影響，性格黑暗面浮現，行事作風也更為大膽。
運氣奇差無比，總是因意外事故而受到大小傷害，進入守世界前幾乎沒有朋友，唯一在原世界的人類朋友是衛禹。實際上一切皆為他的負面思想無意識驅使妖師之力造成的。
常胡思亂想和在心裡吐槽，被冰炎稱為「腦殘」，會在心裡替旁人取奇怪的綽號。
周遭的人通常叫他褚、漾、漾漾等，西瑞常叫他「僕人」或「小弟」。
陰錯陽差進入Atlantis異能學院，代導人為冰炎。
先代妖師首領凡斯的後代，繼承其先天能力，力量為『心之所想、幻化為實』的「心語」（類似高強度的言靈），單就妖師之力而言，能力僅次作为現任首領的然，曾在不知情的情況下使已死的耶呂鬼王復活（新版或舊版第二集）。
在學長的教導與凡斯的記憶下學會完整的精靈百句歌。但在大戰結束後、前往時間之流與冥府交際處時，以全部精靈百句歌為代價，和黑山君換取修補安因遭安地爾撕裂而造成的靈魂創傷。之後又和白川主達成協定，只要替他找回一個時間碎片，就可以換回一句。
第二部後期發現操縱、使用陰影的力量才是妖師的最初能力（種族責任），也是妖師被世界種族追殺的真正原因，但由於和重柳族的約定，抹去了控制方式的記憶。
於第二部恆遠之晝篇第八卷，因內心受到衝擊，先天力量失控（失控時會引起地震），敲響了「白色世界」的某個警鐘，遭重柳一族為主導的白色聯軍獵殺，原先因重柳青年之故欲向白色勢力清算新仇舊恨（已有能力重洗世界），但因與其勾手指約定而決定忍耐。藉安地爾的幫助下接受黑王殊那律恩的庇護。
於第十卷中，向妖師首領然宣示效忠，立下己身力量終不為邪惡所用的死誓。其後為換取解藥與魔王立約跳入「黑火淵」時出現力量「失衡」，並獲得調整自身體質黑白種族佔比的能力。
第十話中偷賣掉學長的三條內褲（聽說根本天價）。
第三部第八集剝離自身白色血脈，原外貌也有所改變，變得更偏向先祖凡斯，瞳孔顏色轉為暗金色，是現世唯一的純血妖師。
白陵然
所屬：妖師與雪妖精混血（當代妖師首領）、七陵學院大學部一年級
袍級：無
身高：175cm
能力：妖師之力（妖師一族中最強能力者）、雪妖精之力
裝備：不明
搭擋：不明
褚冥漾與褚冥玥的表哥，複姓白陵，繼承了凡斯的記憶，配合妖師首領的能力，令年轻的他得到族人、夜妖精、血靈的服眾和外族的顧忌。同時，然亦具有從其母親處繼承的極強冰系白色力量。
一直從時間之流中收集凡斯的靈魂記憶碎片，希望祖先放下悔疚，重新擁有轉生的機會，也能藉此讓凡斯的妖師之力和記憶隨着他轉生而消失，讓他們的後代不再受繼承凡斯的能力和記憶所苦。
為人溫和有禮，對不喜歡的人冷淡。小時候被褚冥漾稱呼為「哥哥」。
相當照顧褚冥漾，常和女友辛西亞一起做點心讓褚冥玥裝成是追求者送的禮物拿去給褚冥漾吃，拿手好菜是綠豆湯（因為自己、辛西亞和褚冥漾都愛喝）。曾為了照顾他而特意要求七陵學院組隊參賽競技大會，自己也是參賽者之一。
為了避免妖師一族遭人利用，透过在褚冥漾身上放咒殺企图利用妖師一族之人之詛咒。
在褚冥漾的母親(然的姑母)遭重柳族殺傷垂危之際，與褚冥玥聯手使用黑暗術法，以自己母親的屍體與祭偶創造軀殼讓褚冥漾的母親能以靈魂連結的方式操縱生活，同時積極尋求解除重柳一族殺咒的方法。
因褚冥漾黑色力量失控，導致本家幾乎暴露，所幸在某個經常幫助褚冥漾的重柳族青年捨身協助之下切割空間得以再次隱匿。

褚冥玥
所屬：妖師和人類混血(最少有7至8支白色種族血緣)、七陵學院研修部學分班→附屬假日研修生、公會巡司
袍級：紫袍
身高：175cm
能力：妖師後天能力
裝備：十字弓外型的幻武兵器(名稱、屬性未知)
褚冥漾的親姊姊，黑眼黑長直髮，服裝不喜跟隨流行，自有一套風格，常對褚冥漾言語或肢體暴力。在舅父（前任妖師首領）死後及褚冥漾得知自己種族前，一直對他及父母隱瞞身份，在褚家中也僅有她與然及妖師一族保持聯絡。
其實很疼弟弟，知道他喜歡甜食，常把追求者或朋友（特別是然和辛西亞）送的甜食拿回家，以不愛吃為名分給他吃。
先代妖師凡斯的後代，繼承凡斯的後天能力（包括凡斯生前學到藥術和精灵術法等的能力皆顯現在她身上），治療能力足以與正統鳳凰族並肩。
擔任公會巡司，被人稱之為「惡鬼巡司」，其可怕程度讓很多包括黑袍在內的袍級都敬而遠之。對袍級而言，巡司的身份遠比妖師可怕。
白鈴慈/白陵慈
所屬：人族、妖師
身高：165cm  
真名為白陵慈，褚冥漾的母親，然的姑媽，喜歡做菜。
擁有妖師一族血統，但無繼承特殊能力，為妖師一族中的普通人。已被更改所有與妖師一族相關的記憶，所以不知道守世界的事，但仍記得有關然的事情，經常讓冥玥送自製的餸菜和甜品（特別是綠豆湯）給然及辛西亞。
因本體在十多年前被重柳族的入侵者烙下殺咒，故使用祭偶以遠端操縱的方式生活，後獲得重柳青年留下的解咒術法，加上冰炎轉贈的凝神石，成功解咒。
在恆遠之晝篇第十卷中，本體已漸漸恢復，甦醒後回到原世界家中。由於兩個孩子各自有自己的生活，決定搬去國外跟丈夫生活。
凡斯
千年前的妖師，曾為妖師首領，白陵家的祖先，和亞那為朋友，也是撿到亞那的人之一。因誤會亞那率領精靈族殺害他的族人（實為幫助已受到鬼族污染的妖師們得到安息並進入輪迴，阻止比申鬼王的陰謀），而在首次精靈大戰中幫助鬼族並詛咒冰牙三王子及其愛人、子孫，最终造成無法解開詛咒而挽回局面的結果。但與黑山君交涉後，將生前來不及的祝福寄放在黑山君的池中。

### 百塵家（空間法術）
擅長使用空間法術的天網一族，過去曾與重柳族合作討拔邪惡。後因異靈蠱惑墮入黑暗，且設下陷阱反殺重柳族，使其損失大量菁英與輩份年長的戰士。又反叛妖師一族，使妖師千眾一脈無人生還，全族滅絕。沒有墮落的最後幾人則歸入白陵家。百塵家正式除名，因已墮落為鬼族而不被妖師族長承認。
百塵鎖
天網百塵一族的末代首領，有一個妹妹百塵鍊。過去兄妹倆曾經救過異靈。後來因為包庇異靈一事被重柳族追殺，使百塵鍊差點死亡。
又因為過去重柳族殺了太多的黑色種族，舊仇新恨的情況下，徹底與重柳族對立，墮落成為鬼族。殺害千眾一族，使黑色種族唯一的治療術失傳。
雖然聲稱異靈為他的戀人，但被冰炎揭穿他實為愛上妹妹百麈鍊。為了逃避禁忌之戀，而讓異靈幻化成妹妹的模樣。
百塵鍊
百塵鎖的妹妹。被異靈幻化成她的模樣。
跟異靈殺害了大部分的重柳族人，墮落成為鬼族。使黑色種族與白色種族開始對立。

### 千眾家（治癒一脈）
治療各種族群、幻獸、妖魔等生命，與精靈伏水一族有往來及通婚。
擁有大量治療黑暗扭曲的法術與解藥，其中包含初期陰影造成的扭曲治療方法。
因被百塵一脈滅族，治療方法徹底失傳。
千眾忘月
千眾一族的黑火聖靈大祭司，外表是一位極為美麗的黑髮女子。
過去曾經救過希克斯洛利西（幻武兵器魔龍），和羽族月守眾的首領星瀑（流越的祖先）是好友，有幫忙建設孤島大結界。從希克斯洛利西口中得知她有可能是白陵家的祖先，自己或族人和當年的妖師首領或白陵家成員結婚。故此，白陵家的成員可能繼承千眾家的治癒能力。
千眾忘塵
千眾忘月的妹妹，也認識希克斯洛利西。在滅族之禍中，瀕死前轉化為鬼族，帶着最後的治療記錄逃亡。在先後被汐水一族和幻水魔部落收留期間，把記錄分為碎片，以防止有心人把記錄毁滅，將重現記錄的希望托付妖師後人。最終死於獵殺者手上。其所遺留的治療記錄碎片被禇冥漾等人逐一意外收集及重整，並決定在全部記錄集齊後向世界公開。

### 妖師本家
連
古代的妖師大族長，傳承的能力遠勝凡斯，生於黑白種族共存的時代，和千眾忘塵為同一時代的人物，姓氏也不是白陵。經常得罪時間種族，也有着想釋放陰影的慾望，但為了令世人安心以維持妖師一族的存續，主動分割及封印陰影力量，分別交給精靈族和時族看守。沒有結婚且無兒女，把族長之位及傳承交給外甥(妹妹的兒子)。
遇上穿越時空的子孫禇冥漾，從他混血的情況及聽到分支家族時透露的表情，猜出妖師一族未來的境遇，提早暗中安排千眾首領手抄所有黑暗治療記錄以傳承下去，並派人持續監視百塵家的動向。經歷在消滅魔神的戰役後，身受詛咒瀕死，拒絕接受生命之石治療以免墮魔，故未能阻止妖師一族衰落。

## Atlantis學院

### 主要學生群
冰炎（颯彌亞．伊沐洛．巴瑟蘭）
所屬：冰牙精靈族、獸王族燄之谷（冰牙精靈族與燄之谷狼族混血）、Atlantis學院高中部二A→三A→大學一A
袍級（公會）/徽章：黑袍（公會）、深藍(海上異狀處理組織)
身高：175cm
能力：冰與火之力、咒術、各式符咒、幻武兵器操作、精靈百句歌、高等陣法、精靈法術、遠古高等陣法
裝備：幻武兵器『烽云凋戈』(冰火雙屬性)、爆符
搭擋：藥師寺夏碎
銀色及腰長髮綁成高馬尾，左額前有一撮紅髮，血紅眼，東方人面孔。長相與父親亞那十分相似。
真名為颯彌亞·伊沐洛·巴瑟蘭（中間名為冰牙族精靈王族的姓氏，後面的名為燄之谷狼王後裔的姓氏）。
冰牙族精靈三王子亞那瑟恩與燄之谷狼王族第一公主琺安之子，因混血而同時具有『冰』與『炎』兩種相剋體質。由于身體構造偏向精靈，故無法化為狼的形態。
為避免鬼族追捕而封印真名。
脾氣暴躁、眼神銳利、做事謹慎，嘴上不饒人，有暴力傾向，喜歡直來直往，但實際上是個刀子口豆腐心的好人。
對付敵人絕不留情，在他眼中只有朋友和敵人兩種人，曾言「只要是敵人，殺掉就對了」、「我的眼裡只有敵人與自己人，再多沒有。」。另外工作時間從不進食。
褚冥漾初入學時的代導人，褚冥漾稱其為學長，其他人則稱「冰炎學長」或「冰炎殿下」。本身為公會最年輕的黑袍，也具有海上異狀處理組織的一級深藍資格。
比他年長的人亦會稱他為「亞（黎沚）」、「亞學弟（阿斯利安）」或「亞殿下（賽塔、冰牙精靈族使者瑟洛芬）」等。
幻武兵器為冰火雙屬性王族兵器「烽云凋戈」，中國式長槍，第二型態會逆轉屬性，但不改變型態。第二型態變化歌謠為『火焰之契、冰冽之息，我是你的主人，你服從我命令。與我簽訂契約之物，展現你隱藏冰冷之後的炎之面容。烽云凋戈，重現殛火。』
兩種能力接連發動會產生「失衡」，輕微失衡時可依靠賽塔蘿林與瞳狼來控制調整，但是重大失衡時必須由冰牙族與焰之谷二族幫忙調整，鳳凰族無法治療。安地爾同樣也有調整的能力，在漾漾一家，西瑞跟冰炎殿下，搭船十日遊時失控即為安地爾調整的，但實際上被竊取了自身安全機密，之後因而被毒針毒害。
雙親去世後，兩族族長唯恐招來黑暗侵害，於是和無殿三主以兩族的九成資產作交易將他送到褚冥漾等人的時代（千年之後），並保護他直到成年為止（獸王族成年約18歲，精靈成年為100歲）。
第一部因任務要求而必須監聽褚冥漾的心聲，經常被他精神攻擊般的碎碎唸煩到受不了而對其拳腳相向。
第一部後期為救褚冥漾而喪生，遭安地爾抽掉冰牙精靈的靈魂後一度成為鬼王的手下，身體由無殿三主之一、他的師父傘（傘夏侯），打敗並奪回，靈魂則由褚冥漾在鬼王塚尋回。靈魂找回之後，留在時間交流之處沉睡一年，借此治療靈魂被安地爾撕裂的創傷，另外亦可解除凡斯的詛咒；身體則由醫療班暫時壓制體內冰和火之間的力量失衡。
第二部中身體跟靈魂再次融合，被褚冥漾、阿斯利安等人帶往冰牙族及燄之谷以平衡兩種力量。
因處理「戰牙幽鬼」戰船的問題而前往綠海灣，一度與護送隊成員一起失蹤，後來被褚冥漾、夏碎等人尋回，曾暫住在奇歐妖精王族的行宮中，後與眾人乘「戰牙幽鬼」前往冰牙族，似乎曾和夏碎計畫過某些事。
目前已蘇醒，獸王族血脈也已成年。
對妖師族再次受聯軍獵殺一事，繼承其父思想，決定與白陵然等人站在同一陣線，表示：「誤傷幾個獵殺隊的也是難免。」
於第二部第十卷，知曉眾人被黑火淵毒素侵蝕的第一時間，在身上沒有凝神石保護的情況下擅自決定將毒素轉移到自己身上，將自身暴露於極大痛苦與危險，因此遭到漾漾和夏碎痛罵與暴力制裁。
藥師寺夏碎
所屬：人族（日本，混有龍神血脈）、Atlantis學院高中部二A→三A→大學一A
袍級：紫袍
身高：180cm
能力：咒術專精
裝備：幻武兵器『冬翎甩』、詛咒體（小亭）
搭擋：冰炎
黑色半長髮綁成一束，紫眼，長得與雪野千冬歲十分相像，個性溫和淡泊，不喜歡過多的交談，實際上有點腹黑，能忍受冰炎的火爆性格，有非常嚴重的起床氣，初登場時始終帶著白色面具，之後才漸漸拿下來。
雪野家家主之長子，雪野千冬歲的異母兄長，因缺少神諭天賦故非當家傳人，屬於替身家族藥師寺家少主（現任藥師寺家主的外孫，繼承人之一，第一繼承人是其表兄），但也懂得不少雪野家的咒術。雖然小时候曾因弟弟的出生而嫉妒他，但是在長大後理解母親疏遠父親的原因和托付後，選擇當千冬歲的替身以保護他。由於兄弟倆的母親們關係親如姊妹，所以兄弟倆的感情在離開雪野家前亦十分親密。
其母為雪野家主正室兼父親的替身，藥師寺當家之女，於夏碎六歲時死亡，此後他便到藥師寺家生活。在六歲之前，由母亲教授知識，從未接觸過法術，直至在藥師寺家被開眼後，才真正接觸和重新認識自己生活的守世界。
替身對象是雪野千冬歲，但直到雪野千冬歲重傷、傷勢轉移到他身上後才揭穿。在之前，他一直刻意隱瞞和遠離千冬歲，以免在他死亡時傷心，最终不果。在鬼族大戰後，因鬼氣毒素污染而導致身體虛弱。
幻武兵器為晝夜雙屬性兵器『冬翎甩』（貴族兵器），型態為鞭，第二階段時屬性逆轉。第二階段變化歌謠為「晝光之名、夜影之型，我是你的主人，你聽從我號令。與我簽訂契約之物，展現你隱藏黑夜之後的光之面容。冬翎甩，重現光域。」
為找尋搭檔等人，與褚冥漾一同踏上旅程。由於長期在身邊設置結界，所以褚冥漾無法透過讀心術看穿他的內心想法。
接受燄之谷獸王治療，黑暗與詛咒已近乎治癒，並獲得凝神石的保護。
恆遠之晝終卷中，主動揭露撤去所有保護術法後，實際原生力量資質十分平庸，僅能以咒術補足不如之處，也藉此鼓勵主角褚冥漾無畏前進。
第三部揭露他原來的命盤為雪野家的前身--雪谷地的神巫繼承人，也混有龍神之血(故能招喚紅龍王)，遭到父親覬覦他血液中那稀薄的龍神之血，將他命盤重新改過修正成命薄的普通人，篡奪了他原本的天命和天賦，並代替千冬歲接受死咒，後續因紅龍王及黑龍王的協助得以脫離危機，解除邪神詛咒和替身術式。同時因凝神石的力量逐漸恢復神巫和紅龍王神眷者的力量和天賦，獲得巫神、兩位龍王和雪谷地大長老認可為雙方繼承人，並一度通過試煉成為半神(雖所繼承的龍神力量比不上用禍印心臟洗煉血脈的千冬歲，但因是源自九鳩目的傳承而壯態相對穩定)，但為了拯救千冬歲而把半神的力量轉讓給他。事後向藥師寺家辭去繼承人一職，但仍被視為家族成員。
米可蕥
所屬：鳳凰族、高中部一C→二C→三C、醫療班
袍級：藍袍
能力：醫療、咒術、幻武兵器操作、烹飪
裝備：幻武兵器『夕飛爪』（草原屬性）
身高：163cm
搭擋：庚
金色捲短髮綠色眼睛，性格活潑可愛、善良體貼，喜歡熱鬧，第一人稱為「喵喵」。
經常帶著家族坐騎白貓王蘇亞，因此旁人都叫她「喵喵」，本名反而很少被提及，僅冰炎會稱呼「米可蕥」。
褚冥漾進入學院的第一個好友，對褚冥漾有好感，喜歡冰炎，對點心烹飪等有相當大的愛好。
與千冬歲等人因擔心褚冥漾的問題，一起前往綠海灣，後與眾人一起乘「戰牙幽鬼」前往冰牙族領地。
於「四日戰爭」中作為醫療班第一時間趕抵采巨人島，隨後沾染 「黑火淵」毒素倒下，幸被褚冥漾帶回的解藥救回。
雪野千冬歲
所屬：人族（日本，混有龍神血脈)、高中部一C→二C→三C、情報班
袍級：紅袍
身高: 172cm
能力：神諭、咒術、幻武兵器操作
裝備：幻武兵器『破界弓』（雙生兵器）
搭擋：萊恩‧史凱爾
黑髮黑眼（使用轉咒時眼睛會變成紫金色），平時戴著無度數黑框眼鏡，拿下眼鏡後與同父異母的哥哥藥師寺夏碎神似。
褚冥漾的好友，個性認真，有些自傲，學問豐富。非常關心藥師寺夏碎，有戀兄情结，在第二部中尤其顯著。
被褚冥漾戲稱為「行動圖書館」，西瑞則叫他四眼仔，第二部後友人私底下稱他戀兄狂。
單純因對不良少年反感而討厭西瑞，但其他人卻認為他是因家族世仇而與西瑞交惡。
因出生時便發現神諭天赋而成为雪野家少主，父親為雪野家當家，母親為家中偏房，家族有「神諭之所」之稱，常常面對分家及敵方家族(如:七葉家的降神之所)的暗殺，因此自出生起，便擁有一隊由其父為他編制的死士「蒼」作輔助及保护，但本人不常用。
在第三部揭露，雪野家神諭的力量源自於體內混有龍神血脈。當雪野家主成年時，將會面臨二種選擇：一為「神諭」，即舉行儀式宣告己身為繼承人，以此獲得龍神的完整加護；二是「神祭」，即將自身血脈推往龍神一方，成為半神的存在。千冬歲在夏碎力量被父親奪去後出生，間接成為首位擁有雙龍神血脈的繼承人，加上出生時的預言而被家族期望為完成神祭的繼承人。
因幻武兵器『破界弓』能切開空間，戰鬥時常被敵人視為麻煩的存在。出任務時會帶著鬼面具。因擔心夏碎和褚冥漾的問題，與萊恩等人一起前往綠海灣，並帶上擅長術法的「蒼」作支援。
於「四日戰爭」後深感己力不足，將與萊恩接受最高等級任務加以磨練。第三部在神祭中被父親下死咒，企圖讓夏碎作為替身死去，讓千冬歲順利成為半神。之後透過禍印的心臟洗煉血脈成為龍子，但因對夏碎之死大受打擊而沒有通過試煉，消耗大量力量，後接受了夏碎的力量，繼承了九鳩目的傳承成為半神。不過力量比不上剛成為龍子時的壯態。
萊恩‧史凱爾
所屬：人族（英國）、高中部一C→二C→三C
袍級：白袍
身高: 180cm
能力：幻武兵器操作、隱身（自身並没有察覺到）
裝備：幻武兵器『破界刀』（雙生兵器）、『螣火』、『湘水』、『熙睦』、『地潤』、『末燃』、『幻夢』等
搭擋：雪野千冬歲
灰藍色亂髮，外表邋遢，個性隨意平淡，存在感很低，常常被搭檔千冬歲說是消失人。兩次在千冬歲換衣服時發現他的秘密，而身為紅袍的千冬歲卻完全發現不到他接近。
幻武兵器的天才，但法術方面則完全不行，因此遲遲無法升上紫袍。根據番外《飯糰咕噜咕嚕》的介绍，莱恩的幻武兵器分布清單地圖是西瑞•羅耶伊亞作為给他飯糰吃的回禮，受西瑞的啟發鑽研幻武兵器，最後成為最年輕的幻武兵器高手。對幻武兵器十分有研究，對相關書籍也有很大的興趣。在第3部成為焰之谷幻武鍛靈師木栗的徒弟。
褚冥漾的好友，十分重視家族名譽(包括朋友的家族)，束起頭髮後會變得十分積極、認真，用褚冥漾的说法是“殺氣凛凛”，而且存在感會提高。
對飯糰的喜愛達至狂熱程度，被褚冥樣稱為「飯糰偏執狂」。番外《飯糰咕噜咕噜》中提到他鍾愛飯糰的原因是「不論從營養調和性、外貌美觀性、口味多變性、方便攜帶性之中的哪一個角度出發，小小的飯糰都能夠滿足。」
據去過萊恩家的千冬歲與喵喵所說，史凱爾家似乎只有萊恩會隱身，其餘的家庭成員皆是正常人。
內心似乎毫無邪惡思想，被褚冥漾形容為「一片空白」，思想單純。但不喜歡被朋友窺視。
因緣巧合下與莉莉亞有著粉紅色的戀愛氛圍，時常主動的關切也熱於送禮（限定版飯糰），相較莉莉亞在相處中面紅耳赤的反應，對於曖昧的氛圍倒是十分坦然。
西瑞‧羅耶伊亞
所屬：獸王族、高中部一C→二C→三C
袍級：無（紫袍以上實力）
身高: 173cm
能力：身體倍化、部分肢體獸化
裝備：無
台客風衣著，頭髮染成五色並梳成豎起狀，顏色經常改變，原生髮色為金色。
個性爽朗自我中心，說話經常夾雜鄉土電視劇及動畫中的經典名句，品味怪得他人難以接受，但雷多‧葛蘭多非常喜歡他的髮型。
出身於殺手家族，直系第五子，家族在契裡亞城有一間靈光大飯店，由他全權管理，品味不倫不類。
褚冥漾稱之為五色雞頭，雪野千冬歲則叫他不良少年。
視褚冥漾為「僕人」，對他的評價是「超級好僕人」（稱讚的意味），其實很照顧他。
喜歡看電視劇、動畫，據說把原世界和守世界全部電視劇都看完。
沒有且看不起幻武兵器，戰鬥時通常使用自己獸化的手，遇上強敵可以整個人都獸化成獅鷲獸(鷹獅)，使出「滿地打滾式」。然而萊恩的幻武兵器分佈清單地圖卻是由他所贈。
曾有機會可以直升紫袍但爽快拒絕，本人認為「無袍級打贏有袍級比較帥」。
由主角的讀心術來看，內心為一片黑暗扭曲。
曾經對褚冥漾提過擁有一只寵物，籃球大小的毛茸茸生物，名為小黑毛。家中有一個金色狐狸外型的家務娛樂機械人，名為「戰國」。
巨人島之戰前，將自己屍體當作酬勞抵押給九瀾，為先行保護妖師一族的人。
在大哥末闕強逼下，參與五擂挑戰及接下羅耶伊亞家族的戰火堂主一職，掌管戰鬥部隊。
庚
所屬：人族、大學部一B→二B
袍級：無
身高：170cm
能力：咒術、蛇眼
裝備：無
搭擋：米可蕥
褐色波浪長髮，褐眼，個性溫柔，褚冥漾第一個遇見的學院生。根據褚冥漾的描述是一個溫柔的大姐姐，但被她跳火車的動作嚇到。
喜歡打扮、服裝跟飾品，和喵喵很要好，討厭苦瓜。
『蛇眼』的使用者，使用時眼睛會變成綠色的。有时候『蛇眼』會自己跑出来。
歐蘿妲‧蘇‧凱文
所屬：妖精族、人族、高中部一C→二C→三C
袍級：無
身高：170cm
能力：賭博、召喚古代巨大神
裝備：未知
搭擋：班導(但班導不承認)
天才女孩，七大妖精王之一--約里士·蘇·凱文的直系後裔，擁有古代巨大神的保護，具領導氣質。
褚冥漾班上的班長，亦是學生會會長，班上多數人都很敬畏她。由於家族生意的關係，所以擅長理財及經商，在升上二年級的期間收購產業讓班上的班費暴增七十萬倍，而且人人成為股東。
經常和被稱為賭不輸的班導打賭，而且未曾落敗，因為她可以用不同數據來分析出賭局結果，據稱與班導的賭金「用電腦算不完了」。與六羅•羅耶伊亞相識，同為班導的友人。
密西亞‧D‧蘭德爾
所屬：夜行人種（吸血鬼）、大學部一A→二A
袍級：黑袍
能力：咒術、吸血鬼化
裝備：無
搭擋：尼羅（但本人不承認）
個性高傲但不討人厭，族中貴族（伯爵），戰鬥時會變成長髮、血紅色的眼睛和尖長的黑指甲與獠牙。
住在黑館三樓，喜歡的食物是紅酒和純潔少男少女的血。
試圖說服管家尼羅與自己正式成為搭擋，卻因尼羅認為與狼人搭擋有損伯爵身份而斷然拒絕。
尼羅
所屬：霧金狼人族、密西亞家管家
袍級：無
身高：183cm
能力：狼人化
裝備：無
搭擋：密西亞‧D‧蘭德爾(尼羅本人不承認)
蘭德爾的管家，金髮，個性溫和有禮，知識豐富到曾被情報班請益。為數量稀少的霧金狼人一族。
遭滅族時被夜行人種所救，作為夜行人種的僕人、管家等，而他則從那時起當蘭德爾的管家。
霧金狼人一族過去曾受妖師的幫助，因此很幫助褚冥漾。
恆遠之晝篇第二集裡提到，尼羅並非教職員也不是學生，卻入選了Atlantis校內年度十大想嫁的男神票選前五名，並且由於想被尼羅照顧的關係，投票者有不少是男性。
莉莉亞‧辛德森
所屬：奇歐妖精族、人族、高中部一B→二B→三B
袍級：白袍
身高：165cm
能力：咒術
裝備：幻武兵器『九門遁甲』
搭擋：奴勒麗（被迫）
有點彆扭的女孩（傲嬌），大小姐脾氣，但本性不壞，是個講義氣的女孩子。
休狄‧辛德森的異母妹妹，奇歐妖精族的公主，母親是人族愛那王之女。與休狄關係一言難盡，雖曾因為幫助主角借閱黑史被甩巴掌，但聽到休狄失蹤時還是會為其擔憂。
喜歡找褚冥漾決鬥，曾與他一起誤開黑館的鬼門。
遭假扮成安因的安地爾攻擊而毀容，冶療過後臉上有淡淡的疤。
在看到被毀容的臉而哭泣時，萊恩曾上前安慰(遞飯糰)，住院時萊恩也常常前往探望，目前兩人關係曖昧。
在第十集之後被奴勒麗逼迫當搭檔，每一次都重傷回來。在第三部中，因意外於任務期間燒到頭髮，不得不修剪為短髮。
席雷‧阿斯利安
所屬：狩人族、高中部三年級→大學一年級
袍級：紫袍→黑袍
身高：180cm
能力：咒術、幻武兵器操作
裝備：軍刀型幻武兵器
搭擋：休狄‧辛德森→席雷‧戴洛
褐色長髮綁成一束，褐眼，個性和善爽朗，鄰家大哥哥類型，擅長與人交往，通稱「阿斯利安」或「阿利」。
學院祭時與主角分配到同一組因此認識，對有興趣的人會主動交好。
笑容燦爛，但異常燦爛時旁人只會看到一股黑氣衝上天。曾與朋友一起研究古代法陣，並成功困住在他出事後前往找他的哥哥戴洛(術式中混入了以自己的血所製作的血咒)。
據說腹黑燦笑時連休狄·辛德森都會倒退三步。
擅長刀術，在營救褚冥漾離開鬼王塚時遭安地爾攻擊而失去左眼視力。
亙古潛夜篇時與褚冥漾等人一同護送冰炎至冰牙族及燄之谷處理失衡。
與冰炎回綠海灣時捲入「戰牙幽鬼」事件，遭時族的古法術封住時間，後被安地爾做緊急治療（本人並不知情）後，由褚冥漾等人救起。
接受公會徵召前往處理黑術士侵略事件。在第三部中在處理狩人部落的遠古封印時，開始被異靈盯上，但仍慣性逃離醫療班。
休狄‧辛德森
所屬：奇歐妖精族
袍級：黑袍
身高：186cm
能力：咒術、爆炸
裝備：火系幻武兵器
搭擋：席雷‧阿斯利安
族中的長王子，個性高傲，自認為血統優越而看不起其他種族，開口閉口就是「低賤的○○」，意外地喜愛聽神話故事。小時候的個性較温和、天真、平易近人，但因被鬼族混血、身為黑暗同盟的侍女娜塔莉所背叛，而在心靈上大受創傷，從始封閉自我，只有在過去已認識的友人戴洛和阿斯利安能與他真心傾談。
莉莉亞‧辛德森的異母哥哥，兩人關係不算合睦，曾因為“黑史”的緣故甩她巴掌。
曾經和很多人組過搭檔，但都因為個性不合而很快拆伙。最長的一次是和阿斯利安搭檔，但因阿斯利安忍受不了他對其他生命不尊重的態度而拆伙。
曾經因褚冥漾的「心成」能力當眾摔個狗吃屎，因被褚冥漾私下稱為「摔倒王子」。
亙古潛夜篇時與褚冥漾等人一同護送冰炎至冰牙族及燄之谷處理失衡。期間揭露爆炸能力僅是其能力的小部份應用。
與冰炎回綠海灣時捲入「戰牙幽鬼」事件，遭時族的古法術封住時間，後被安地爾做緊急治療（本人並不知情）後，由褚冥漾等人救起。
接受公會徵召前往處理巨人島四日戰爭，帶著精銳部隊，回應白色請求。
哈維恩
所屬：夜妖精族（沉默森林）、聯研部
袍級：不明
能力：導讀黑暗、術法專精
裝備：六靈刀(六眼鬼蛇一族的短刀，刀上有黑暗種族的力量)。
搭擋：不明
種族自帶暗黑的陰險反骨天性，但對於認定的事物相當忠誠、負責。平日也很認真在學習上。
沉默森林的夜妖精，為族內攻擊隊隊長。
公私分明，對同族毫不手軟，比西瑞還強。
曾經因故打了褚冥漾一巴掌，後來得知其妖師身份後效忠於他，甚至拒絕身為妖師首領的然安排其他重要職務給他。
因為族群多年來沒有履行其種族職（責替妖師一族進行導讀），內心相當空虛，目前對於侍奉褚冥漾一事已接近走火入魔的地步，被褚冥漾形容是被虐狂。知曉不離開沉默森林，能變成更強大的戰士，但屈就自己照顧褚冥漾，堅守無法防範的變化。對禇冥漾的打扮很有要求，強硬要他穿著代表黑暗種族的深色衣服。
平時會教導褚冥漾使用黑暗種族的術法，授課精確度不輸給公會講師。
目前因照顧褚冥漾，而有如隨身管家般在側守護，對同行的血靈西穆德帶有競爭意識。年紀比雪野家主(千冬歲的父親)大，可以把對方稱為小輩。
裘裡斯‧洛可華
所屬：妖精族、高中部一年B班
棕色短髮，臉上有雀斑，身高和國中生相去不遠，有著可愛的娃娃臉。個性有點腹黑。
靈芝草
所屬：人參精、高中部一年C班
袍級：無
能力：與動植物交談、治癒
裝備：丹藥、人參製品
搭擋：無
在聖地土中沈睡被扇董事誤拔，但畢竟是沉睡了千年的人篸精，醒來後不容易再沉睡，因此被帶入Atlantis學院。代導學姊為出身「降神之所」閉門一派的染花七葉，丹恩的同學。
初入世界所以很容易受到驚嚇，但在奇怪的地方也有小聰明，被長輩告誡後，似乎刻意隱藏自己的能力，但仍會不自覺地透露自己的天生能力給褚冥漾。
異常崇拜褚冥漾，但也經常將對方害得很慘，對此毫無自觉，消除記憶對其無效。
被褚冥漾在心裡稱呼為『好補學弟』。
丹恩‧史凱爾
所屬：人族、高中部一年C班
袍級：無
能力：不明
裝備：不明
搭擋：不明
萊恩的弟弟，代導人是褚冥漾。討厭千冬歲，一心想把哥哥搶過來做自己的搭檔。

### 學院職工
席雷‧戴洛
所屬：狩人族、行政人員
袍級：黑袍
身高：187cm
能力：不明
裝備：不明
搭擋：席雷‧阿斯利安
阿斯利安的兄長，褐色短髮藍眼，打扮相當隨性輕鬆，給人很俐落的感覺。是很好相處的大哥哥類型，很會照顧人，心胸寬廣，在執行任務上有強勢的一面，但卻會被自己的親弟弟坑。
喜歡品嚐美食，討厭過酸的東西。
安因
所屬：木之天使族、行政人員
袍級：黑袍
身高：180cm
能力：咒術
裝備：長刀
搭擋：冉璟→無
金髮藍眼，木之天使一族，天使無性別。
負責管理教室，曾發動「聖戰」導致無論活的死的建築物都不敢違抗他的命令。
住在黑館四樓，經常教褚冥漾符咒，遇到關於鬼族的事容易暴走。
百年前一次行動中（當時為紫袍）被景羅天鬼王烙上標記，導致花了一百年的時間才成為黑袍，同時失去了名為冉璟的黑袍搭檔。此外，由於鬼王透過印記能無視結界派使者前來招募他，所以他選擇永久離開自己的種族，在黑館定居。天華樹和華迴天是追隨他來學院的同族後輩。
喝酒一杯倒。
賽塔·蘿林
所屬：古老的白精靈一族、宿舍管理員
袍級：白袍
身高：178cm
能力：不明
裝備：不明
搭擋：無
通稱賽塔，淡金髮綠眼，外表年輕，但已活了非常久的時間，講話輕柔有禮，個性成熟穩重。
冰牙三王子導師之一，曾參與千年前對鬼族戰爭。
與褚冥漾至鬼王塚尋找冰炎被分離的冰牙族靈魂。
名字的意思為「光神的貓眼」。
真實身分為光神座下的精靈術師，擁有發動古代法陣的能力，但因為白精靈不適合現世而傷身。
千杯不醉，但喝完後一倒就倒三天，被安因照顧。
夏卡斯帝多
所屬：人馬族、會計部
袍級：白袍
淡金長髮微捲、藍眼，外表約二十多歲的青年，全名不詳（長度僅次於教室）。
喜歡錢，討厭沒錢能算。
對滯納者會使用暴力。
奴勒麗
所屬：惡魔族、校園安全警衛
袍級：黑袍
身高：176cm
能力：不明
裝備：鞭子、幻武兵器『普達重王』
搭擋：莉莉亞‧辛德森（強迫）
紅髮紅眼，身材妖艷，個性難以捉摸。身後掛著惡魔尾巴。
原型是比原來大兩倍的半人半獸惡魔，有著紫黑色的皮膚。
喜歡恐懼、喝酒及勾引清純好欺負的生物，厭惡太乾淨的事物，住黑館。
班導（真名不詳）
所屬：教師
袍級：黑袍
身高：186cm
能力：不明
裝備：不明
搭擋：六羅‧羅耶伊亞（已死）
一C班的班導，資深戰鬥黑袍。
因為無法說服自己殺死無辜的生命，而從前線退下來執行教學任務，被視為死亡象徵。雖然多次聲明不接天降奇兵的任務，但是每次同伴和學生有難時皆會及時伸出援手，有十分可靠的實力，能與安地爾一戰及在第三鬼王手上救出安因。
被稱為賭不輸的人，但跟班長賭博每次都輸，也因此常被班長敲詐。
不想被學生詛咒而不肯公開名字，其他人為了方便稱呼便取了「烏鷲」這個代號。
經常有學生畢業時因對他不滿而找他挑戰，但都被打得落花流水。
跟六羅‧羅耶伊亞有不錯的交情。
洛特爾‧海恩
所屬：仙人、教師
袍級：黑袍
身高：180cm
來自中國，大學部特殊課程指導講師。
黑館居民之一，大多數的學生或朋友都簡稱他為洛安。
左眼有刀疤而無法睜眼。
黎沚
所屬：原世界羽族（同守世界翼族）、教師
袍級：黑袍
能力：不明
裝備：不明
搭擋：不明
黑館居民，娃娃臉。
格鬥課程的老師，在陰影事件前從沒開過課，因為長期在外接受任務。首次開課下馬威就把所有學生送進醫療室復活。
與原世界的羽族（同守世界的翼族）有很深的淵源，可主動調動他人力量。
來學校之前疑似為羽族古神，擁有自己的"不侵地"(比水族聖地更純粹)。被羽族大祭司流越稱為「大長老」。
總是盡力幫助他人，因為不明原因失去記憶而來到學校，族裡則不希望他再被捲入。
羅林斯．提爾
所屬：鳳凰族、保健室輔長、醫療班左右手
袍級：藍袍
身高：190cm
能力：不明
裝備：不明
搭擋：不明
喜愛飆車，被褚冥漾稱為『蓬毛獅頭』，中文名字是鳳柩，鳳凰族首領的弟弟，首領的左右手之一。
因冰炎的身分特殊而被琳婗西娜雅安排學院，原本對這安排感到莫大的痛苦，但在當了Atlantis學院的保健室輔長後便改觀了。
對美麗的人有莫名的執著，喜歡在屍體上繡花和對美人毛手毛腳。
帝
所屬：物化靈體、行政部
銀紫色直長髮、紫色眼，精靈石之刃的物化靈體，該精靈石曾為亞那所擁有，物化過程中遭受過攻擊導致後來盲眼。
負責行政總決，在還未成為物化靈體時和鞘（臣）合稱為風鳴。雖然是后和臣的小弟，但看起來卻是三人中最年長的。

所屬：物化靈體、行政部
負責外務行政，精靈石之簪的物化靈體，帝的姊姊，臣的妹妹。
因鬼族使帝眼盲而十分憎恨鬼族，曾與臣一同屠滅數個鬼族據點，也因妖師曾幫助鬼族而討厭妖師。
臣
所屬：物化靈體、行政部
裝備：巨刀
行政部負責人，負責內務行政，精靈石之鞘的物化靈體，雖為后與帝的大哥，年紀看起來卻最小。
因鬼族使帝眼盲而十分憎恨鬼族，曾與后一同屠滅數個鬼族據點。
阿卡‧里里
所屬：妖獸族、圖書館管理員
主角第一次見到她曾錯認她的性別。
七里荒神
所屬：翼族、教師
袍級：紫袍
與藥師寺夏碎為好友，目前暫停教學，經常出長期任務。

## 無殿三主
扇
女性，Atlantis學院創校董事，無殿三主之一。
穿著藍白色和服，手持摺扇，擁有藍色長髮，外表為二十歲左右。曾偽裝成學生參與學院祭。
個性活潑且惡劣，喜歡惹冰炎生氣，稱呼冰炎是“臭小子”或是“小冰炎”。由於在冰炎小时候，故意讓他每天獨自應付鬼族，而造成現在的性格。
鏡
Atlantis學院創校董事，無殿三主之一，全名為「妖重的鏡」。
女性，外表十六、七歲，淡金色髮，紫金眼。
稱呼冰炎是“小冰炎”
傘
Atlantis學院創校董事，無殿三主之一。
男性，銀髮銀眼，個性冷淡，冰炎的師父，授以槍術。收徒的理由是看不過扇董事「教育」冰炎的方法。
因參與學院的鬼族大戰違反了秩序，目前正在禁閉中(根據扇的說法，只是做做樣子)，是「身為持有傘之者的夏侯董事」。

## 亞里斯學院（Alis）
伊多‧葛蘭多
所屬：水妖精族、大學部一年級光部
袍級：白袍
身高：180cm
能力：咒術、先見之鏡及幻武兵器操作、預知術
裝備：水鏡、鏡返盾(「水鳴」和「雷王」的大哥，雷雨妖精部用於研究幻武兵器實驗的犧牲品)、「水鳴」及「雷王」的第二形態
搭擋：雅多‧葛蘭多、雷多‧葛蘭多
族中貴族，水妖精的寶物「先見之鏡」的守護者。水鏡與伊多密不可分，一旦水鏡遭受破壞，他的靈魂也會受到傷害，甚至死亡。
個性溫柔體貼，獨排眾議堅持要照顧兩位被稱為「血的禁忌之子」的弟弟，因此自願留級一年方便照顧兩位弟弟，對兩位被族人唾棄的弟弟照顧有加，亦被弟弟視為最重要而要誓死保護的人。為了不讓兩位弟弟亂殺人，體內有寄生型幻武兵器的契約，除了自己體內的幻武外，雅多和雷多不得使用其他幻武。
水鏡在湖之鎮一戰曾被安地爾粉碎，一度死亡，但褚冥漾用米納斯找回了碎片，因此救回性命，不过身体十分虚弱。據黎沚所言，只要找到五塊水精之石就有可能修復，因此雅多和雷多四處尋找，但本人卻不希望讓他們去涉險。曾經企圖燒掉褚冥漾從黑山君那拿到的古代水澤之地地圖，但被雅多阻止。現已修復水鏡。
雅多‧葛蘭多
所屬：水妖精族、大學部一年級影部
袍級：白袍（打算升紫袍）
身高：183cm
能力：咒術、幻武兵器操作
裝備：幻武兵器「水鳴」（雙生兵器，雷雨妖精部落的戰爭英雄）、鏡返盾的第二形态
搭擋：雷多‧葛蘭多、伊多‧葛蘭多
族中貴族，因在屍體中出生，所以與雙胞胎弟弟雷多被族人稱為「血的禁忌之子」。
和雙胞胎兄弟有著超強心電感應，只要一方受傷，另一方也會一同受傷（傷口位置一樣）。
面冷心善，對待朋友很好，關心兄長及弟弟，只是常常被自家弟弟的行為氣到不行。曾兩次對褚冥漾結下永不傷害的誓約。
因為要修補水鏡而與雷多及褚冥漾一同尋找水精之石，為此和人魚交換了不為人知的條件。
雷多‧葛蘭多
所屬：水妖精族、大學部一年級影部
袍級：白袍
身高：183cm
能力：咒術、幻武兵器操作
裝備：幻武兵器「雷王」（雙生兵器，雷雨妖精部落的戰爭英雄）、鏡返盾的第二形態
搭擋：雅多‧葛蘭多、伊多‧葛蘭多
族中貴族，雅多的雙胞胎弟弟，與雅多同為「血的禁忌之子」。
視西瑞的頭為藝術，想盡辦法想要探聽其頭髮的秘密，但至今依然未能如願。
個性與雙胞胎兄長極為不同，非常愛笑且活潑，常常惹雅多生氣，特別是每次遇到西瑞的時候。

## 七陵學院
辛西亞‧愛德兒
所屬：螢之森精靈、七陵學院大學部一年級
袍級：白袍
身高：173cm
能力：不明
裝備：火玲瓏
搭擋：不明
千年前精靈武士辛亞的後人，和冥玥是好朋友。與男朋友然一起居住在妖師本家。
淺褐長髮，微捲、長度到腰際。藍色眼睛，西方人面孔，因為有精靈血統所以感覺有點虛幻，膚色白皙。屬溫柔的大姊姊類型。

韋天
大競技賽七陵學院隊長，是唯一一個顯露名字的隊士，說話艱澀難懂。

## 巴布雷斯學院
菲西兒
所屬：雪之妖精
袍級：無袍級
能力：雪妖精之術、妖精兵器
搭檔：登麗
競技賽時與登麗代表巴布雷斯學院參賽，與Atlantis學院第二代表隊賽前曾代替登麗拜訪冰炎等人。
鬼族大戰時與登麗及其他巴布雷斯學院成員一同前往水之清園支援。
四日戰爭時與登麗及其他巴布雷斯學院成員一同呼應白色種族召集令到巨人島參戰,並對重柳族表示即使已離開族中,但雪的血脈(白陵然母子)仍會互相緊靠彼此,因此抵達巨人島提供支援。
登麗
所屬：雪之妖精
袍級：紫袍
能力：雪妖精之術、妖精兵器
搭檔：菲西兒
競技賽時與菲西兒代表巴布雷斯學院參賽，與Atlantis學院第二代表隊比賽時因冰炎主動退場換人而有所不服，後來見識到與冰炎的實力差距後（最大範圍五公里的降雪與最大範圍一百公里的冰與火能力）輸得心服口服。
鬼族大戰時與菲西兒及其他巴布雷斯學院成員一同前往水之清園支援。
四日戰爭時與菲西兒及其他巴布雷斯學院成員一同呼應白色種族召集令到巨人島參戰。

## 醫療班
羅林斯‧琳婗西娜雅
所屬：鳳凰族首領、醫療班
袍級：藍袍
身高：180cm
能力：治療、復活術
裝備：不明
搭擋：不明
藍袍醫療班首領，中文名字為凰秀，世界脈絡「生命樹」的守護者。輔長的姐姐，個性豪邁不拘小節，討厭講解，最討厭老是被人投訴自家弟弟在傷患身上繡花或是對美麗有姿色的傷患毛手毛腳，以及九瀾·羅耶伊亞偷別人的內臟，造成醫療班的負面形象。相當強勢的大姐，輔長最懼怕的人。
提爾跟九瀾為其左右手，曾說「如果他（指月見）能有超越那兩個傢伙的力量，我早就把那兩個只會增加負面消息的東西用砸的丟出醫療班了。」因此，在發現月見的秘密後，立刻安排更多工作給他。
九瀾‧羅耶伊亞
所屬：獸王族和鳳凰族混血、醫療班、殺手家族羅耶伊亞家
袍級：黑袍、藍袍（雙袍級）
身高：180cm
能力：治疗
裝備：鐮刀，第二型態為弓，為完全毀滅型兵器。
搭擋：不明
黑長髮金眼，外貌是瀏海蓋過臉，外面還有厚重的眼鏡蓋頭髮上。整理之後是東方人面孔，細長眼，給人有點陰美的面孔，長相與同父同母的四弟六羅十分相似。性格有點陰險詭異。
醫療班分析部領頭，喜歡各式各樣稀奇古怪的屍體及內臟，討厭屍體變活體。經常在病患及敵人身上偷內臟，有時連自己的兄弟都不放過。
西瑞的三哥，兩人同父異母。鳳凰族首領左右手。在大哥末闕強逼下，參與五擂挑戰及接下羅耶伊亞家族的命療堂主一職，掌管醫療藥物資源及部隊。
月見
所屬：鳳凰族、醫療班
袍級：藍袍
醫療班的治療士，擅長控制黑暗氣息，也擁有其他的治療能力，但故意隱藏而避免族長給予過多工作量。在對鬼族大戰後成為替夏碎處理因戰爭造成、受黑暗氣息影響的傷害的主要治療士，也幫他在出逃前加快恢复體力和準備路程上所需的藥物，因而被族長發現秘密及關禁閉，並被安排接手更多工作。名字取自「月見花開」，因出生時正逢月見花開。
越見
所屬：鳳凰族、醫療班
袍級：藍袍
醫療班的治療士，月見的弟弟，興趣是將想逃醫的病患關起來（尤其是袍級），十分重視月見。小時候曾圍堵過欺負月見的人，結果被打得滿身是傷。名字取自「越而不見」，因出生時正逢鬼族入侵。武器為一把鐵扇。
在陰影事件中一度受傷，現已康復。

## 鬼王與鬼王屬下高手

### 鬼王
耶呂惡鬼王
喜歡血腥與混亂，討厭精靈，四大惡鬼王之首，旗下原有七大高手，但被精靈軍消滅了半數以上，只剩下三位。一千年前由冰牙三王子（冰炎的父親）帶領貴族精靈鎮壓，被封地底從此不見天日，於故事初段被褚冥漾不經意以妖師能力喚醒。
在學院篇後期（第8-9集）使用凡斯的屍體及褚冥漾的血復活，並順道帶走他一半以上的先天妖師能力，後被以褚冥漾從村守神處得來的蛇毒所腐蝕而被安地爾帶走，最終因無法解毒而把凡斯之身還給他。而其身边的七大高手也僅剩下安地爾一人。
耶呂鬼王本來是神眾之一，他是保佑一方的地方小神，原本只要聽命守護自己的小小土地，但是後來因為貪圖了更多的貢品、更多的葷樂、更多的信徒，一種黑色的手遮住他的視線，他看不見原本應該做的事情，他扭轉了很多人的命運，到最後扭曲自己。接著，他再也不能滿足小小的土地，於是他走出了供奉的神廟，拿起了祭祀的刀，成了惡鬼之王。
由於他已經徹底死亡，加上剩下的勢力被比申惡鬼王和裂川王所吸收，所以自第三部起，不再列入鬼王排名。
比申惡鬼王
女性，本名焚顏．金鈴．巴瑟蘭，別號噩夢女王，由獸王族扭曲而成的鬼族，外表有十八種變化，每個都是她的真面目。四大惡鬼王之一，排名第四。
在未變成鬼族前，是焰之谷的狼族公主，冰炎的姑婆，曾與兄長--現任狼王鎮邪．炎天．巴瑟蘭(冰炎的外公)爭權奪位，後墮落成鬼族，一度被狼神封印，直到現在仍有企圖擁立她為焰之谷女王的狼族存在。大部分力量仍被冰炎的母親所封印。
景羅天惡鬼王
生性兇殘、野心勃勃，直屬的七大鬼王高手幾乎與耶呂惡鬼王的三大高手相論，全都是昆蟲類的外表，四大惡鬼王之一，排名第三。
因為安因是少數在他手上逃過一劫的敵人，所以對他有異常的執著。經常派手下招覽他，但一律被他打回票。
殊那律恩惡鬼王
四大鬼王中排名第二，僅輸給耶呂惡鬼王，不喜與團眾靠近，相對於其他鬼王較少野心，手下皆是選擇與白色種類共存的鬼族。可以說是「鬼王中的隱士」，又稱為「黑王」。
自第三部起，成為四大鬼王之首。
在未轉化為鬼族前，為冰牙精靈族的二王子，即亞那的二哥，冰炎的二伯父，長相與亞那十分相似。別名「那亞」，是小時候發音錯誤而被大王子泰那羅恩所起的小名。此名也成為了三王子名字的來由之一。
擅長術法，曾為冰牙精靈族公認的首席精靈術師，現為強大的黑術師，但不擅長唱歌。
因與黑術師的戰鬥中感染了針對精靈的毒素，深（陰影）為了挽留他而把陰影和光族的力量分給他，令他在保留精靈的靈魂和能力的情況下，逐漸轉化為鬼族。曾經收留過亞那一家在其獄界的領地中，也持續收留在精靈大戰和其他意外中轉化、但保留靈魂的鬼族們為手下和居民。同時在獄界開闢一片淨土，給鬼族不曾轉化的家人居住。漾漾定期到訪獄界求學時，皆在該地修煉。
為避免自己的身份影響昔日的族人和家人，拒絕與他們見面和聯絡，並請求一族消去他過去身為二王子的記錄。只有亞那出事後，才破例把他們一家接到獄界休養，也願意與長大後的冰炎見面，並給予他重大的幫助。由於賽塔每次都有辦法找到他，所以拒絕不了與其見面。
答應庇護妖師一族，並定期向漾漾、哈維恩和夏碎教授術法。
曾被安地爾送過花。
裂川王
排名在四大鬼王之外的鬼王，黑暗同盟的一員，曾經多次派手下發邀請函給褚冥漾，但都被直接打回票，被褚冥漾下了只要遇到他時，就會吃到屎的詛咒。自第三部起，成為四大鬼王中排名第二。
前任「司陽者」(即前任白川主)，生前為光族旁系，死後被世界意識喚醒，成為時間交際的主人之一。對於世界意識放任歷史輪迴而不滿，偷取並覆蓋時間之流的時間，創造出大量可以回溯狀態的「時間迴圈」(裂川自己則稱呼為『永生環』)，並想利用妖師和陰影摧毀六界，控制所有力量，藉以成神。

### 鬼王高手
安地爾‧阿希斯
藍髮、藍金色眼，耶呂惡鬼王手下的第一高手、咖啡機，非鬼族(種族不詳)。原為公會之黑袍藍袍雙袍級、醫療班最高領導（當時的醫療班並不全是由鳳凰族擔任，因發生安地爾叛變一事後而改變制度，首領改由鳳凰族長擔任，藍袍也必须是擁有鳳凰族血统），精通醫術，後來叛變。兵器為醫療用的長針，有銀色與黑色兩種，黑針帶毒，銀針則可以作攻擊和治療兩用。擅長煽動人心。
安地爾可以操縱靈魂，若直接吞噬，安地爾會完全繼承該靈魂的力量與記憶，亦能變成該人的樣貌。據他自己所述，因為吞噬過太多靈魂，連耶呂鬼王都會害怕那股力量。
千年前叛變公會後，因受傷而被亞那（冰炎之父）收留。有很長一段時間都和亞那、凡斯一起生活，因而對冰炎、褚冥漾抱有極高的興趣，用盡各種方法混進學院想將褚冥漾拐進鬼族。被主角稱為『變臉人』。
對妖師、陰影有超乎常人的認知（連重柳族都是事後在時間中追溯知道），不受陰影影響、也不受妖師的古陣法影響的謎樣存在。此外亦極其擅長空間術法，操作能力更勝於百塵家。
似乎曾從時間之流偷走了一段時間。
四分的無聊、四分的純粹惡意、一分的塵封友情、零點五的善意、零點三的不明狀態、零點一的退休狀態、零點一的觀光。
曾把漾漾約去喝下午茶、送殊那律恩一束小白花。
蟲骨
景羅天惡鬼王七大高手之一，排名第六（即倒數第二），外貌為三角螳螂頭人身。具有操縱血虺的能力。
吃掉整個湖之鎮的靈魂，後在湖之鎮下水道被安地爾所殺。
萊斯利亞
殊那律恩惡鬼王七大高手之一，火焰的貴族。總是穿著一身黑色視覺系服裝，沉默寡言，個性嚴肅，曾交給褚冥漾一支能避邪火的耳環，在日後的鬼族大戰派上用場。在未轉化為鬼族前，為精靈聯軍當中的焰瞳精靈的一員。由於冰炎是殊那律恩的侄子，加上在精靈大戰中曾跟隨過亞那，所以與冰牙族精靈一樣稱呼冰炎為小殿下。
蘿西芙希
殊那律恩惡鬼王七大高手之一，曾經替冰炎等人引路前往殊那律恩惡鬼王的領地。在未轉化為鬼族前，為精靈聯軍當中的螢之森精靈的一員。
艾比希蕾克
耶呂惡鬼王手下的第四高手，雷空的闇之王族。形體為裸身女人 紫色皮膚覆滿黑色鱗片，身體從胸部之下全部都是巨大卷繞的蛇尾。在學院大戰被阿斯利安與褚冥漾聯手重創，後被妖精武軍哈奇爾所殺。
以隘王
耶呂惡鬼王之一的王族，拿手的是大型攻擊。
瀨琳
比申惡鬼王七大高手之一，深水的貴族。型體為女人，身上布滿鱗片。養了一批喪屍當孩子，可以召喚出硫酸，因身為沼水之鬼，所以難以殲滅，通常都被強制送返獄界。
凱瑟琳
比申惡鬼王七大高手之一，閻火的貴族。為傑爾斯的妹妹，在鬼族入侵黑館那時被西瑞所殺，鬼核則被小亭吃掉。
傑爾斯
比申惡鬼王七大高手之一，狂火的貴族。為凱瑟琳的兄長。
莎各耶
比申惡鬼王麾下的鬼王高手，外號殘戮邪女。利用食魂死靈強行開啟鬼門入侵冰牙族所屬的外圍精靈族地區，後被賽塔調動的古代陣法所擊退。

## 主角在原世界的親友
褚項
褚冥漾的父親，經常在外地出差很少回家，只有過年時才會定期回家。(實為然刻意安排，讓他遠離妖師一族，已定居國外。)表面上是原世界的普通人，看似不知道守世界的事。由於兒子過去際遇太差的關係，所以夫婦二人對其朋友來拜訪的時候顯得十分高興。
在恆遠之晝篇第十卷中，看著前來居住的妻子說:「妳終於能回來了」，似乎知道關於守世界的事。
衛禹
褚冥漾的國中同學，是他在原世界唯一的好朋友，綽號是「餵魚」，褚冥漾也稱他為「幸運同學」。父亲已過世，在大学時期與同学合租公寓居住。雖然自稱訂好人生計劃，但是實際上本身無慾無求，近乎沒有生存意願，因此對各種突如其来的際遇都隨遇而安。
運氣極佳，冰炎說是因其先祖常做好事，遺澤後代之故，甚少受到褚冥樣的妖師之力造成的霉運所影響或牽連。
褚冥漾曾經將守世界的事情講給他聽，故對公會袍級和出現在原世界的奇怪事物並不陌生，也一直與對方保持联系。
在作者另一系列《PARTNERS 惡魔毀滅》中，因其身上有著諸神末裔印斯迦一族所賦予的祝福之光流，而多次在惡魔契约下，封印惡魔之力，也能無意解開部分蘊含力量的封印，但本身並非能力者。之後一直受到資深黑袍洛維監視及保護。

## 時間交際之處
輪替方式：司陽者或司陰者自已時間長河內沉眠的人中選出一人喚醒並繼承己位。
司陰者‧黑山君
時間交際之處主人之一，身體因獨攔狂瀾而留下諸多後遺症。因褚冥漾多次拯救擬態的白川主，所以當褚冥漾與賽塔等人在要求喚醒學長及拜託他修復安因和伊多的靈魂時，只有討了褚冥漾的記憶中的精靈百句歌，給了相當大的幫助。
痛恨白川主常擬態到忘卻自己的身分，與褚冥漾以松鼠交換了流動的時間(扭動的時鐘數字)，說是要做成時間鎖鏈捆住白川主。據莉露所說，是要等白川主回來可以打斷他的手腳。
喝酒三杯倒（烈酒）。
在上任司陽者背叛使命，截斷並破壞許多生命時間後，為填補崩潰的時間缺口，幾乎崩散了自身的記憶與靈魂，扛起了所有逆流與缺失的生命力量，幾乎成了只剩軀殼的人偶。
在被白川主放入了經過不斷奔走，找回的些許靈魂後，重拾了意識與恢復了部份力量，仍未恢復記憶。
司陽者‧白川主
時間交際之處主人之一，長年不在交際處，為收集黑色碎片(屬於黑山君的靈魂、時間碎片)，曾擬態成白蟻、鴿子、小白帽、白色球魚等不同的生物。與褚冥漾初次見面時擬態為白色球魚，變成球魚時多次受到他的幫助。
對於褚冥漾轉達的黑山君的威脅不以為意，卻對黑山君為了動用水池而給巴斯特頭髮有所動怒。
和褚冥漾達成協定，只要替他找回一個時間碎片，就可以換回一句為了修補被安地爾撕裂的安因的靈魂而與黑山君交換的百句歌，但換回的句數依心情而定，有時不只一句。
變成白蟻時曾和白蟻群一起啃過木頭。
過去曾在雷雷妖精部落認識水鳴和雷王，並發現族長隱瞞兩人犧牲其長子研發幻武兵器(鏡返盾)，一度企圖阻止實驗及想帶走妖精去尋求精靈族治療，遭到對方以其身份(白川主)不能插手世間事務及部落需要守護力量為由拒絕。多年後，已成為戰爭英雄且知悉真相的水鳴和雷王請求白川主於他們死後，把兄弟的屍體及靈魂放入時間之河，以化為雙生幻武兵器永久陪伴兄長。
莉露
時間交際之處的靈體（化身為小女孩）。
稱呼白川主為「白色的主人」；稱呼黑山君為「黑色的主人」。
說話會用「喔」做結尾。
前代司陽者‧白川主
裂川王，詳見鬼王

## 燄之谷
琺安•艾利曼•巴瑟蘭
千年前的燄之谷狼王第一公主(獨生女)，亞那的妻子，冰炎之母，本體是一頭黑狼。在亞那死後不久去世，與其同葬於冰牙族。作為封印比申惡鬼王亡者力量的封印者，全名被時間之流力量保護，一般人即使從族中記錄看過或聽過全名，也無法完整記起來。「艾利曼」之名來自古代在草地鎮為封印魔神而和妖師大族長連領導聯合的軍隊一起戰死的同名英雄祖先。由於生前深受族人愛戴，所以在死後，燄之谷特別為紀念她而建立公主神殿。
阿法帝斯
火流河的協助守護者之一，身上有艾利曼公主直傳的鑰匙『異界』可以自由地開啟火流河的封印力量。曾為了侍侯公主而到訪過冰牙族，學習了不少精靈術法。
小時候體質較差，所以相當受當時的艾利曼公主照顧，兩人如同姊弟一樣的相處，相當尊敬公主。後來拜木犀為師，成為族中的菁英武者。在公主逝世後，一直駐守在公主紀念神殿，也十分照顧其子冰炎。
由於身上有封印比申惡鬼王力量的亡者封印，所以性命受到她的威脅。
一直希望能有一個優雅溫柔的少主。
岡茲
五位狼王座前武士之一，也是最年輕的一位，外表是粗獷巨漢，所以主角叫他山大王。
雖然常戲弄阿法帝斯但其實很疼他，也是為了彌補無法讓阿法帝斯成為座前武士的愧疚感。在恆遠之晝篇中幫阿法帝斯解毒自己也受了不少損傷。
木樨
五位狼王座前武士之一，阿法帝斯的師父，外表是慈善的老婆婆，對小亭不錯，曾餵過她零食（岡茲家損壞的一扇門）。
鎮邪．炎天．巴瑟蘭
狼王，艾利曼公主的父親，冰炎的外公，火流河的守護者，可以自由操控火流河力量來強化自己。比申惡鬼王的兄長。
孫控，相當疼愛冰炎，喝酒贏不了冰牙族的精靈王，屢戰屢敗。
瑪蘇法‧洛尼伊斯
狼，鎮邪．炎天．巴瑟蘭的妻子，艾利曼公主的母親，冰炎的外婆。
外表像是二十多歲的女性，真身是一頭白狼，容貌跟女兒十分相似。在恆遠之晝篇中比申惡鬼王來襲時率領大軍鎮守。
木栗
木樨的兄長，世間罕見的幻武鍛靈師，身材矮小而容易被同族欺負，有社交恐懼症。因萊恩的天賦而與其臭味相投，成功拐騙對方簽下認師契約，收下萊恩當徒弟。目前在公會忙於替袍級及學生修理和提升幻武兵器，並以少主冰炎及其友人的預約為優先。

## 冰牙族
亞那瑟恩．伊沐洛
千年前鬼族大戰的英雄，冰牙精靈族三王子，有著銀色長髮與銀眼，冰炎之父，其他人平常會叫他「亞那」。
直到最後都把安地爾和凡斯當作朋友。經常莫名其妙的從天上掉下來，然後被奇怪的人撿到（凡斯、妖魔...），最後成為朋友，因此交友眾多，不分黑白種族。妻子是燄之谷狼王第一公主艾利曼。
在對鬼族之戰中染上黑暗氣息而死，死因則為黑火淵的水珠。死後與妻子同葬於冰牙族的月凝湖中。
殊那律恩·伊沐洛
冰牙族二王子，冰炎的二伯父，長相與亞那十分相似。
詳見鬼王與鬼王屬下高手
泰那羅恩·伊沐洛
冰牙族第一王子，冰炎的大伯父，現任首席精靈術士兼戰士團長，月凝湖的守護者。長相與亞那十分相似。
精靈王
冰牙族的王，冰牙族三位王子的父親，冰炎的爺爺。千杯不醉，能喝贏狼王。月凝湖的上任守護者。
瑟洛芬
冰牙族精靈，過去跟阿法帝斯曾想將力量失控的冰炎帶回族裡療傷，連同阿法帝斯一起被打飛。

## 其他角色

### 第一部
查拉
黑館住民，被褚冥漾稱為黑色垃圾袋，興趣是收集靈魂。
因多次事故讓他收集的靈魂被太陽蒸發。
帽子
專門賣吃了會死的口香糖，每次見到帶的帽子的顏色都不一樣。
在決戰生死棋中送褚冥漾被詛咒的棋子。
小亭
身高：132cm
強力詛咒體，前主人及製造者是安地爾，現任主人是藥師寺夏碎。名字是她從一个翼族禮盒上的製作者名字所取的。
本來為安地爾放出來封住伊多能力的魔封咒，被冰炎從伊多身體取出之後輾轉送到夏碎手上，由夏碎修改咒文排列之後成了夏碎的幫手，夢想是跟夏碎結婚。
本來的形體為黑蛇，平時會使用小人偶的身體變成小女孩的模樣，也可以變成烏鴉攻擊敵人。
什麼東西都能吃，吃下去後會轉化成能量，但通常都很微小。特別喜愛肉和甜食，食量和西瑞有得拚，雖然詛咒體不用進食也不會排泄。
吃甜食一定要泡茶。
第二部之後常與千冬歲吵架。
默罕狄兒・費洛克
明風學院的黑袍，幻武兵器是「血之刀．魁王」（王族兵器），在第二部中已經大学畢業，參與公會在湖之鎮的行動，亦被稱為「默克」。
其搭檔滕覺在大型競技賽前被安地爾所殺並取代，在湖之鎮被揭穿前一直未發現真相。
滕覺
明風學院的紫袍，默罕狄兒的搭檔，在大型競技賽之前遭安地爾所殺，身分遭其取代。
瑜縭
七十二村守神之首，上半身是人而下半身是蛇體，種族為蛇精。
曾為了答謝主角的幫忙送他一個用盒子裝著的精煉蛇毒做為酬勞。
羽裡
村守神，真身的外形為綠眼五尾狐，和褚冥漾用「夢連結」保持聯絡。
第二部前半傘董事付出代價讓黑山君增強夢連繫的力量，讓主角和冰炎可以透過夢中談話。
亞那瑟恩．伊沐洛
詳見冰牙族
凡斯
詳見妖師一族
巴瑟蘭
詳見燄之谷
楔
光影村村長（貳之村）。外形像兔子的光影靈，在原世界時與主角訂下光影契約，曾在鬼族之戰時跟褚冥漾一起對付鬼族，在捏破瑜縭贈與褚冥漾的蛇毒玻璃罐時，布偶沾到毒而腐蝕，不得已而回到光影村中。
嶼
光影村参之村村長，與重柳族青年有定光影村契約。
重柳族三十四皇子
時間種族分支，白色的血（神族後裔或特殊種族），擁有一、兩千年前就沒有的『神聖光細末』（高級抗黑物）。
銀髮藍眼，看上去大約二十多歲，像精靈一樣近乎完美，皮膚白得幾乎可以看見血管，身上有淡色圖騰。
不殺妖師後，身上由內而外自動不停裂開傷口，因此連醫療班藥物也難以完全治好。
因犯下了血海之罪（包庇異靈，致使族人死亡，長老過半命絕）。而被剝奪了時間自主權，無法決定自己的生命時間。不過據他所說，當時罪責已下，記憶已被清除，所以「包庇異靈」的詳情無法得知。
能使用封印武器，為前任首領清王的兒子之一。
在重柳一族所率領的獵殺隊追蹤到妖師本家時，及時使用切割空間（比黑術師還強大的時空能力），轉移大多活物至外地，並修補妖師本家結界與提供新連結給白陵然。
因上述行動使重柳一族失去妖師本家的線索，而被族人和兄弟以所謂的「正義」為名殺害。
臨終時為避免褚冥漾為了替他報仇而成了黑色的那方，而與褚冥漾達成約定，以希克斯的妖魔力量將自己的靈魂封成一顆紅色珠子讓褚冥漾帶在身邊，提醒他不要走歪路。
在褚冥漾等人調查白楊鎮時，因遭到百塵鎖的攻擊，褚冥漾連同被封印的某樣東西被流越轉移回公會，但卻意外觸發該樣物品上的時空術法，褚冥漾不得已只好將該樣物品及手環、幻武石、裂開的紅色珠子封印進身體裡。
兩人被傳送到魔神戰爭的時代，重柳族找了一具獸王族小孩的屍體來用。隨後遇到當代妖師首領，便被首領安排兩人進行送信任務。
在兩人返回時，剛好遇上陣法破碎，魔神降世，才得知被褚冥漾封印進身體裡的是該魔神的生命核。在魔神攻擊褚冥漾時，捨身擋下攻擊，因此靈魂差點徹底消散。但因遇上在該時代的正統時間種族，把自己和禇冥漾送返未來，並於時間長流留下貯備養料。透過二十七皇子和魂鷹的引導和幫忙下，由禇冥漾和冰炎把其殘魂送回淨魂池，等待世界意識修復其靈魂。目前已知其身體屬於「犯罪」的三十四皇子，但靈魂卻是來自無辜的時族青年，原身體下落不明，不是重柳族人。
冰牙族訪客
冰牙族戰友，因某事被大王子千年記恨，現幫助冰牙族，身份不明。
奧瑟
鎖匠，越見鎖病人用的鎖就是他給的，只出現過名字。
香腸老伯
賣香腸維生，曾經在褚冥漾和冰炎一起回原世界出任務時遇到，那次總共被打走了6根香腸，後來被換成兩副大腸包小腸。其女曾經委託冰炎任務。
洪月
香腸老伯的女兒，亞城建築董事長祕書。曾委託冰炎任務。
雞蛋糕老伯
賣雞蛋糕維生，曾經在褚冥漾和西瑞和冰炎一起回原世界家的途中遇到，本來只有褚冥漾要買一些雞蛋糕給家人吃，結果因為西瑞的要求，冰炎付了一千塊買雞蛋糕，讓他做了很久。
瞳狼
狼神分體，其是焰之谷的相關人員,曾多次幫助主角,會使用各種術法,和小亭一樣可以吞食各種東西,第一部時曾寄宿在主角的手機裡,現下落不明。

### 第二部
式青
獨角獸，是神聖的獸族，孤島遺民，能化為人型，喜歡美人（不分男女或種族）。多年來到處尋找被凍結的孤島遺民。
鎮魂碎片擁有者，會答應幫助捐出鎮魂碎片只是因為冰炎是個不可多得的美人，因此被褚冥漾稱為「色馬」，喜歡處女（處美人），常常以獨角獸型態光明正大的吃美人的豆腐。
初登場為第二部第一集，為獨角獸形態時不能講話，因此常對主角做腦部入侵。
曾經把角撞進褚冥漾宿舍的門上。
與冰炎回綠海灣時捲入「戰牙幽鬼」事件，遭時族的古法術封住時間，後被安地爾做緊急治療（本人並不知情）後，由褚冥漾等人救起。
第三部中於幻獸島嶼附近救出褚冥漾一行人，並與他們返回孤島，救出所有倖存者。
汶‧雷拉特
遠望者，某攻擊隊隊長，和羅耶伊亞家有合作關係，所使用的面具原本為西瑞所有物，他拿去大量複製給隊員使用。
六羅‧羅耶伊亞
羅耶伊亞家族的四子，獸王族及鳳凰族混血，曾為Atlantis學院高中C部學生，其導師亦為漾漾現任的班導。為人善良，擅長治療術，對殺人十分抗拒。其兄弟姐妹們曾為此極力向父亲爭取讓六羅離開家族，到醫療班考取藍袍資格的權益。
殺手家族今代最強的直系血緣者，實力甚至可能超越現任首領，執行暗殺任務時因不想殺人而被殺死，據九瀾檢查，被殺的過程中因為甘願被殺所以沒有掙扎，還因此被賞了兩巴掌，九瀾的親弟弟及西瑞的同父異母兄長，死後身體被妖魔撿去造成魔使者，並被命名為凱里厄卡達，意為妖魔的果實。
第二部時，靈魂充當母石鎮壓陰影，後來由褚冥漾救出，在時間交際處拒絕西瑞的換命，最後繼續擔任魔使者（擁有自我意識，生命由水火妖魔提供），等待開發出能使其完全復活的術法。
使用力量的方式十分奇特，展開的術式如同塗鴉般雜亂無章，但一個塗鴉中又有其他塗鴉，似乎能夠無視禁制與干擾隨時應變調整並調動力量，方式不明。
自願回家參與五擂挑戰及接下羅耶伊亞家族的金鑰堂主一職，掌管金流與資源，但基於家族身份已經死亡，故職務由大哥末闕及其心腹代為管理。
蒂妮娜‧西絲卡
原為奇歐妖精護衛隊，脫離之後改探險，發現母石，在去學院的路上，被不明生物屠殺，導致隊伍全滅，死後身體被妖魔撿去造成魔使者，祀奉妖魔。
水、火妖魔
男的是有著黑紅鱗片龍尾的火妖魔，女的是有銀藍色鱗片蛇尾水妖魔，兩者的尾巴末端相連在一起，六羅與蒂妮娜現在的主人，目前居住在沉默森林的魔森林領域。
身為妖魔但個性特殊，喜愛不斷變換事物(但不包含種族)被稱之為巡遊者，過去旅行時認識亞那瑟恩．伊沐洛雙方感情不錯。
有愛用切割空間亂偷別人家土地的習慣。與妖靈界現任魔王為從小打到大的老相識。
烏鷲
陰影，小孩外表，因封印被破壞而清醒，利用夢連結與主角溝通，擁有強大的力量，因有六羅的記憶，曾以為自己是六羅，亦能調動六羅的術法。突破封印後將部份力量（極小部分）給予安地爾。
最後自願在時間之流深眠，等待時間沖刷成為幻武兵器為主角所用，另有跟黑山君交換代價。
米契爾·沃斯亞
看守水界與人界交界處，和水之妖精有關係，在褚冥漾誤闖之後給予三顆水精之石(其中一顆水精之石有幻水魔昔日的印徽)以幫助水鏡重建，並回復米納斯消耗的力量。是高階水族莫圖蘭暴君三兄妹的老二，是米納斯的二哥，代號暴亂之海，曾是伏水一族代族長。
深
陰影，成人男性外表。曾為白精靈保管的陰影封印分離出的一部分（1/6），是目前主角遇到的陰影碎片中，力量最大的一個，從千年以前便跟隨在殊那律恩身邊，不受禇冥漾控制，可輕鬆把黑術師和其他陰影碎片打敗及吸收。雖然早就因封印破壞而清醒，但是為了遵守與精靈們的約定而選擇約束自我，不毀滅世界。
喜歡聆聽精靈的歌聲，極力推動某精靈(殊那律恩)唱歌，屢失敗。
為協助主角，分離出一個力量分體(女孩)，並隨意地起名為「淺」。
小淺
陰影，小女孩外表。深的力量分體，擁有深的記憶，在巨人島戰前役起跟隨漾漾，幫助及保護他和他身邊的人。戰後返回獄界，但留下一小片意識在漾漾身邊，方便他在需要她時呼喚她。
在黑王和深忙碌時，擔任漾漾、哈維恩和夏碎的代課老師。
重柳族十一皇子
為重柳王族，是重柳族上一任首領清王的十一皇子，重柳族青年的兄弟，在第二部四日戰爭首次登場，為獵殺隊的領導者。

### 第三部
流越
羽族大祭師，月守眾最後的血脈，在孤島沉淪後一直獨自撐起大結界守護剩下的倖存者。其祖先星瀑是千眾忘月和希克斯的好友。
雖然孤島事件以來外界已過四千年，但因為時間亂流的緣故孤島結界內大概只過800年左右。
在主角等人的幫助下與其他倖存者離開孤島，個性上好奇心較旺盛，受主角們影響而喜歡零食。有記憶受損的狀況，現在和其他孤島倖存者及後裔居住在雲海島。
拜里
孤島雷妖精少主，為孤島倖存者，在主角等人的幫助下與其他倖存者離開孤島，曾為自保而誤傷了哈維恩。能力強大。
帕尼
綠妖精武士，為孤島倖存者，在主角等人的幫助下與其他倖存者離開孤島，是式青少數覺得不美的妖精。
黑龍王
龍神，雪野家族的守護神靈之一。雪野家的祖先九鴆目的姊姊，紅龍王的妹妹，千冬歲的龍神主。
紅龍王
龍神，雪野家族的守護神靈之一。雪野家的祖先九鴆目和黑龍王的姊姊，夏碎的龍神主，經常被夏碎和千冬歲召喚。
重柳族二十七皇子
為重柳王族，是重柳族上一任首領清王的二十七皇子，重柳族青年的兄弟，有一隻魂鷹搭檔，能精準搜尋碎魂。在重柳族內屬於保守派，不追殺妖師，甚至幫助過褚冥漾等人隱瞞銀滴和千眾留下的治療記錄，後來更幫冰炎等人打開時間通道接回意外穿越古代後返回的禇冥漾。職責是找到在外地死亡的重柳族，並帶回他們的魂靈。除了大祭司之外，唯一能隨時進出聖壇禁地的尋魂者，其他尋魂者也只能透過他們轉遞魂靈。因此除非後繼有人，即使族內的激進派也不能對他下殺手。
曾經說過:「若我在現場，不會讓他們(指獵殺隊)對他(指重柳族青年)動手」，並認為兄弟早已經贖清罪行。從初遇禇冥漾時，便知道重柳族青年的靈魂珠在對方手中，但出於尊重兄弟想留在禇冥漾身邊的決定而不作出干涉，直至兄弟的殘魂經歷穿越古代戰場回來，陷入隨時消亡的危機時，才引導禇冥漾帶回淨魂池修復。
西穆德
血靈，誕生於戰爭中的血妖精一族，以血氣與戰爭氣息為食。擅長隱匿於黑暗中，有很強的戰力。在精靈戰爭(第一次鬼族大戰)中出生，已經是目前族中最年輕的族人。自龍神祭事件後，開始和哈維恩一起擔任禇冥漾的護衛，順便為自己和族人收集血氣為糧食。

## 家族

### 羅耶伊亞
九瀾‧羅耶伊亞
詳見醫療班
六羅‧羅耶伊亞
詳見其他
西瑞‧羅耶伊亞
詳見學生

##### 末闕·羅耶伊亞
西瑞同父異母的大哥，原為殺手家族的副首領兼少主，在五擂試煉後正式接手首領之位，並與黑王、妖師一族及雲海島結盟。梅杜莎混血，經過12年後天訓練可控制自身原本的石化力量。經常苦於收拾弟弟妹妹們留下的爛攤子。

### 史凱爾
萊恩‧史凱爾
詳見學生
丹恩‧史凱爾
詳見學生

### 辛德森
莉莉亞‧辛德森
詳見學生
休狄‧辛德森
詳見學生

### 雪野家族
雪野史暉
夏碎和千冬歲的父親，雪野家主，楓和望月的丈夫。
在其龍神主禍印的誘導下，在長子夏碎剛出生後，便篡改他原來的命盤(雪谷地神巫繼承人兼龍神血脈繼承人，但前者的天命比後者高)，認為夏碎命薄，加上不是本家的繼承人，故奪取其龍神血脈，企圖提純自己的血脈來完成神祭，但(本身就不存在的)神祭失敗，血脈被禍印秘密吸收，並導致妻子楓作為其替身死亡。後得知次子千冬歲擁有罕見高濃度的龍神血脈，便裝出温情的一面，誘騙夏碎成為千冬歲的替身。
在其龍神主禍印被黑龍王壓制後，他長時間失去請神的能力，逼使他提早讓位給千冬歲。在得知夏碎被邪神詛咒後，擔心他會在千冬歲神祭前死亡，不得不出動死士「空」和家族力量來綁架他，但因千冬歲等人阻止而不果。加上凝神石逐漸恢復夏碎原身血脈和力量，令冰炎察覺到蛛絲馬跡，請出雪谷地大長老公開真相，令其陰謀暴露。他把詛咒之刀刺入千冬歲的心臟，作為替身的夏碎血流不止，逼使他們進行神祭。
後來，禍印在漾漾、萊恩和冰炎於黑龍王的指示下令祂墮神，並被成為半神的千冬歲在走火入魔的情況下弒神，使他失去龍神主的庇佑和部分家族成員的支持。他想一心壯大的家業也毀於一旦。後為免被仇家針對，故意放出家族有2位神子坐鎮守護的謠言。被夏碎威脅，要他替千冬歲善後。
楓
夏碎的母親，雪野史暉的正妻兼替身，被雪野家族成員尊稱為「大夫人」。與丈夫是戀愛婚姻，甚至為了丈夫的安危和雪野家利益，自願擔任其替身，並接納丈夫再納側室以生下繼承人。出嫁前是藥師寺家主的女兒兼繼承人之一，實力比未恢復天賦前的夏碎強大。得知夏碎為命薄且沒有力量的普通人後，只有教授他識字和算術，並沒有教授術法，但夏碎仍受到原來的天性使然，與各種神靈接觸，並和紅龍王定下契約。
為人和藹可親，對千冬歲和望月皆十分親切，曾吩咐夏碎要照顧弟弟(但僅為希望兄弟倆能互相照顧，不是想他成為千冬歲的替身)，但在丈夫刻意利用下，導致母子在雪野家得不到應有待遇。在發現夏碎身體出現和千冬歲相似的狀況，加上千冬歲偶然向她和望月提及夏碎能自行進出祭龍潭和與神靈接觸的事後，對丈夫堅持帶夏碎一起進入祭龍潭祭祀的事產生懷疑，所以帶夏碎返回娘家，讓兒子能得到娘家照顧和保護。然而，她至死也不知道雪野史暉奪走夏碎的龍神血脈和利用她的替身術來進行神祭一事，以致魂飛魄散。
後來在望月以生命為祭後，月读尊把楓的靈魂碎片重新撿拾，送到安息之地長眠。
九鴆目
雪野家的祖先，紅龍王和黑龍王的弟弟。與雪谷地巫女蘇芳相戀，兩人共結連理及誕下半神的龍子，即第一代雪野家主。在蘇芳逝世後，把自己的力量和寶物分割給龍神境的龍神們，以換取對子孫的庇護，並追隨妻子逝去。
由於預料到未來可能有龍神背叛約定，所以在靈魂意識留下可以尋找自己遺骨的線索，以便未來的子孫能化為龍神。被千冬歲拒絕後，抹去一切線索，並把古地圖留給千冬歲使用。
蘇芳
雪野家的祖先，雪谷地巫女，九鴆目的妻子。兩人共結連理及誕下半神的龍子，即第一代雪野家主。
望月
千冬歲的母親，雪野史暉的側室(二夫人)，出身小家族，因雪野家的預言(生下龍子)和家族之間的利益而聯姻，對丈夫沒什麼感情。與大夫人楓的關係親如姊妹，稱呼她為楓姊姊。期望千冬歲能改革雪野家，為大夫人和夏碎正名。稱呼夏碎和千冬歲為「小夏」和「小千」。
在千冬歲能自主獨立生活後，她把自己献祭给月读尊，祈求众神捡拾大夫人破碎的遗魂，身體被冰封，意識偶然會用借體和千冬歲見面(僅有3次機會)。

### 白陵
詳見妖師